# Mononychellus heteromniae
Mononychellus heteromniae är en spindeldjursart som beskrevs av Meyer 1987. Mononychellus heteromniae ingår i släktet Mononychellus och familjen Tetranychidae. Inga underarter finns listade i Catalogue of Life.